# اسکولسکا کنژیگا
اسکولسکا کنژیگا (انگلیسی: Školska knjiga) شرکت انتشارات کروات است، که در سال ۱۹۵۰ تأسیس شد.